# Nhật kí bằng tranh của nhóc Mikan
Nhật ký bằng tranh của nhóc Mikan (みかん絵日記 (Mikan Hội nhật kí) Mikan Enikki) là series manga của nữ tác giả Abiko Miwa, được đăng trên tạp chí nguyệt san LaLa của nhà xuất bản Hakusensha, gồm 14 tập. Manga đã được chuyển thể thành anime phát sóng năm 1992. Bản quyền manga tại Việt Nam thuộc về Nhà xuất bản Kim Đồng.

## Cốt truyện
Một lần trên đường đi học về, cậu bé Tomu bắt gặp trên đường một con mèo lông màu cam lạ mắt, và nó có ánh mắt nhìn rất kì lạ. Nó đã theo cậu về nhà. Hai mẹ con Tomu đã thuyết phục bố cho nuôi con mèo này, vì nó rất đáng yêu và khá ngoan ngoãn. Tomu đặt tên cho nó là Mikan, và cho nó ngủ cùng trên giường.
Chuyện tưởng như chẳng có gì đáng nói, với một gia đình nuôi một chú mèo cưng, cho đến một buổi sáng nọ, Tomu thức dậy và thấy có mùi lạ. Từ phía Mikan nồng nặc bốc ra mùi rượu bạc hà nho (gần giống bạc hà mèo). Thấy lạ khi có mùi rượu bốc ra từ một con mèo, nên đêm đó Tomu quyết định rình xem. Thì ra Mikan không phải một con mèo bình thường: nó biết nói, biết đi bằng hai chân sau và biết uống rượu! Tomu kinh ngạc không nói nên lời khi thấy Mikan lấy hũ rượu bạc hà nho trong bếp ra, vừa uống vừa giả như đang đối ẩm cùng ai đó.
Thế là từ vị trí chỉ là chú mèo nuôi, Mikan trở thành một thành viên trong gia đình, một đứa con của nhà Kusanagi. Mikan cho rằng mình đã đúng khi đi theo Tomu, vì gia đình cậu chấp nhận khả năng đặc biệt của nó, chứ không như những người khác, và họ hết lòng yêu quý nó như một người ruột thịt. Và bản thân Mikan cũng chứng tỏ mình là một chú mèo có suy nghĩ "hơn người", sâu sắc, biết chia sẻ bao chuyện buồn vui với gia đình và bạn bè. Những câu chuyện về Mikan là những câu chuyện ấm áp, cảm động về tình yêu thương giữa những con người, con vật với nhau. Gia đình Kusanagi còn phát hiện ra khả năng viết của Mika, và họ đã mua sổ, bút màu và tẩy để chú mèo kể lại nhưng câu chuyện thường ngày trong "nhật ký bằng tranh".

## Nhân vật

### Nhân vật chính
Kusanagi Mikan (草凪 みかん)
Lồng tiếng: TARAKO
Một chàng mèo có vẻ ngoài vô cùng lạ: lông màu da cam và mắt màu xanh, với ánh mắt sâu thẳm. Vốn là một chú mèo con bị bỏ rơi cùng các anh chị em, chú may mắn được một ông lão tốt bụng nhặt về nuôi. Ngoài đứa em yếu ớt không may đã chết, chú cùng các chị em đều lớn lên khoẻ mạnh dưới sự chăm sóc của ông và bà lão bạn ông. Rồi các anh em của chú lần lượt được những người khác nhận nuôi. Ông lão vốn sống một mình ở quê vì không thích chốn đô thị, nên thấy cô đơn và muốn giữ chú lại. Ông đặt tên cho chú là Tom. Không biết bằng cách nào mà Tom có thể hiểu tiếng người. Sống trong tình thương của ông, ước muốn biết nói để có thể trò chuyện tâm tình cùng ông trong chú ngày càng mãnh liệt, cho đến một ngày chú cất tiếng gọi "Ông ơi!". Từ đó chú chăm chỉ luyện nói tiếng người và đi bằng hai chân, dưới sự chỉ bảo của ông. Và Tom đã thực sự trở thành người bạn tâm giao của ông lão.
Tom sống bên ông chưa được một năm thì ông ngã bệnh. Và ông đã ra đi trong mùa đông đầu tiên mà Tom trải qua. Bị người làng xua đuổi vì khả năng nói của mình (người ta có quan niệm chỉ "mèo ma" mới biết nói tiếng người), Tom rời xa căn nhà thân yêu, nơi chú cúng ông đã sống những tháng ngày hạnh phúc. Nhưng kỉ niệm về ông chưa bao giờ nhạt phai trong tâm trí Tom. Chú cứ lang thang khắp nơi cho đến khí gặp Tomu.
Ở gia đình Kusanagi, Tom được Tomu đặt tên là "Mikan", nghĩa là quả quýt, vì màu lông đặc biệt của chú. Mikan sống thật hạnh phúc trong gia đình có những người chấp nhận chú cùng khả năng đặc biệt của chú, nhưng vẫn phải luôn nhớ là không được nói tiếng người hoặc hành động như người bên ngoài nhà.
Từ khi có Mikan, cuộc sống trong nhà Kusanagi trở nên sôi động hẳn lên nhờ chú mèo tinh nghịch, nhanh nhảu đoảng, ham chơi, hay cãi nhau chí choé với "anh" Tomu, lại hay nhõng nhẽo với mẹ. Chú chẳng biết đọc chữ kanji, chỉ biết viết chữ kana và cộng số 1 chữ số, nhưng cứ thích "giúp" Tomu làm bài tập. Vì Mikan quá "hiếu học", nên cả nhà quyết định giao một bài tập cho chú: hằng ngày viết "nhật ký bằng tranh", một kiểu bài tập của học sinh Nhật Bản.
Mikan thực sự là chú mèo đặc biệt, không chỉ vì khả năng hành động như người, mà còn là chú mèo giàu tình cảm, biết cảm thông chia sẻ. Chú trở thành cầu nối giúp những con người, con vật quanh mình xích lại gần nhau hơn.
Mikan rất thích ăn hải sản, đặc biệt là cá ngừ matatabi và thích uống rượu bia.
Kusanagi Tomu (草凪 吐夢)
Lồng tiếng: Hiramatsu Akiko
Con trai cả nhà Kusanagi, "anh" của Mikan. Tomu rất yêu mèo, và cậu đã rất ấn tượng khi nhìn thấy chú mèo có bộ lông màu da cam cùng ánh mắt đượm buồn. Và vì lý do nào đó, Mikan đã theo Tomu về nhà, rồi trở thành thành viên của nhà Kusanagi. Tomu và Mikan thật sự như anh em trong nhà, có lúc cãi cọ ỏm tỏi, có lúc giận hờn nhau, có lúc lại biết cảm thông, lắng nghe nhau, biết nghĩ cho nhau.
Kusanagi Tōjirō (草凪 藤治郎)
Lồng tiếng: Ono Ken'ichi
Bố của Tomu và Mikan. Ban đầu không thích sự có mặt của mèo trong gia đình, nhưng sau một thời gian sống cùng nhau thì trở nên rất yêu mèo, và coi Mikan như con mình.
Kusanagi Kikuko (草凪 菊子)
Lồng tiếng: Shimamoto Sumi
Người mẹ hiền dịu, luôn biết lắng nghe và quan tâm chăm sóc Mikan.
Tanabe Ringo (たなべ りんご)
Lồng tiếng: Kozakura Etsuko
Con trai của Mikan và Killy, là đứa giống Mikan nhất, cả về ngoại hình lẫn khả năng nói, viết tiếng người. Chú được đặt tên là "Ringo" vì có màu lông giống màu quả táo.

### Các nhân vật khác
Kusuki Sera (楠木 世良)
Lồng tiếng: Ikura Kazue
Cậu bạn mới chuyển đến lớp Tomu. Nhờ Tomu và Mikan mà cậu trở nên hoà nhập với bạn bè hơn, nên đặc biệt mến cả hai. Ngoài gia đình Kusanagi thì cậu là người duy nhất biết đến sự đặc biệt của Mikan. Chủ của Kyara.
Tachibana Kyuko (立花 杏子)
Lồng tiếng: Asami Junko
Cô bạn gái dễ thương mà Tomu rất mến. Cũng rất yêu mèo. Chủ của Stella.
Inagaki Taizō (稲垣 大造)
Lồng tiếng: Ishimori Takkō
Ông bác sĩ thường có vẻ mặt nghiêm nghị, chủ phòng khám Inagaki. Ngoài miệng nói ghét chó mèo nhưng thực ra lại rất yêu. Chủ của Momojirō, Killy và Molly.
Sasamori Yayoi (笹森 弥生)
Lồng tiếng: Takamori Yoshino
Y tá của phòng khám Inagaki, chủ của Botan. Tính tình dịu dàng, rất được lòng mọi người.
Sasamori Yukihiko (笹森 由起彦)
Lồng tiếng: Midorikawa Hikaru
Chồng của Yayoi. Rất sợ mèo vì từ nhỏ đã thường xuyên gặp chuyện xui xẻo với mèo, nhưng nhờ tình yêu với Yayoi, và sự "giúp đỡ" của Mikan và nhóm bạn mà anh cũng có thể thoải mái tiếp xúc với Botan, chú mèo của Yayoi.
Seno Midoriha (瀬野 翠葉)
Em họ của Kyuko, bạn thuở nhỏ và cũng là mối tình đầu của Sera, có vẻ ngoài giống hệt Tomu (có lẽ vì thế mà Sera rất quý Tomu), vốn sống ở Australia. Khi bố mẹ cô bé li dị, cô bé sang Nhật. Trong khi chờ mẹ làm thủ tục, cô đến ở nhờ nhà Kyoko, và khi đến trường học đã gặp lại Sera. Nhưng rồi cô phải chia tay Sera để quay về Australia cùng mẹ và dượng.
Oosumi Kaoru (大澄 かおる)
Cô gái tóc vàng cá tính mạnh mẽ, là y tá của phòng khám Inagaki trong thời gian Yayoi nghỉ để sinh con.

### Những chú mèo và chó xung quanh Mikan
Kurobuchi (クロブチ)
Lồng tiếng: Suzuki Katsumi
Chú mèo có đôi ria tròn đen và cái đuôi cụt lủn, bạn chí cốt của Mikan. Chú có gương mặt giống hệt chủ mình, và cũng là chú mèo may mắn trong quán cà phê của ông chủ.
Botan (牡丹)
Lồng tiếng: Anzai Masahiro
Chú mèo cưng thuộc giống Chinchilla Persian của Yayoi, bị thiến nên rất béo (nặng tới 13 kg). Rất ít nói, và cực kì ghét Yukihiko.
Karuma (カルマ)
Lồng tiếng: Yūki Hiro
Chú mèo Xiêm bạn của Mikan. Tên chú có gốc từ chữ "karma".
Inagaki Momojirō (稲垣 桃治郎)
Chú chó sinh ra giữa bầy mèo nên... rất thích mèo, gặp mèo là liếm lấy liếm để. Vốn là chó của nhà Ōhashi, được gửi tạm ở nhà bác sĩ Inagaki trong thời gian ông Ōhashi đi công tác nước ngoài. Thể theo nguyện vọng của ông bác sĩ, ông Ōhashi giao luôn Momojirō cho nhà Inagaki, sau khi ông quyết định nhận nuôi một chú chó khác. Mikan thường tháo xích cho Momojirō để cùng đi chơi.
Chibitarou (チビタロウ)
Lồng tiếng: Asami Junko
Chú mèo giống Russian Blue, tên thật là "Stefan Odine Rudolgski" (ステファン・オージーヌ・ロドルグスキー). Ít khi được ra ngoài chơi cùng nhóm Mikan.
Kenzō (賢三)
Lồng tiếng: Tano Megumi
Sống trong cửa hàng cá nhưng Kenzō tỏ ra là chú mèo ngoan, chỉ chăm chăm bắt chuột.
Killy (キリー Kirī) và Molly (モリー Morī)
Lồng tiếng: Matsui Naoko (Killy) / Kawanami Yōko (Molly)
Hai chị em song sinh được ông Inagaki nhặt về nuôi. Killy trở thành vợ của Mikan (mẹ của Ringo), còn Molly kết đôi với Botan (dù Botan bị thiến).
Hana (華)
Lồng tiếng: Matsushita Miyuki
Em gái của Botan, bạn gái của Kurobochi. Chuyện tình của Hana và Kurobochi có lẽ là chuyện tình trắc trở nhất, do bị cấm đoán bởi bà chủ Hana, nhưng cuối cùng họ cũng đến được với nhau.
Kyara (伽羅)
Cô bạn gái Abyssinian đỏng đảnh, hay hờn dỗi, sợ tiếp xúc với người/mèo lạ và rất nghịch ngợm của Ringo, nhưng thật lòng rất mến Ringo.
Stella (ステラ Sutera)
Cô bé Himalayan nhút nhát này đã vô tình gây ra sự hiểu lầm giữa Ringo và Kyara. Nhờ sự chân thành của Ringo mà cả ba cũng vượt qua được trở ngại và trở thành bạn tốt của nhau.
Gī (ギー)
Ông mèo già sau 15 năm đi tha hương quay trở về quê nhà. Gia đình Kusanagi thương ông cô độc không nơi nương tựa giữa khi mùa đông đang đến nên quyết định nhận nuôi ông. Ông rất từ tốn và biết giữ ý tứ. Cuộc sống ấm no tại nhà Kusanagi khiến ông rất hạnh phúc, và ra đi thanh thản vào một ngày mùa xuân nắng ấm.